# Trnovačko jezero
Trnovačko jezero je gorsko jezero u Crnoj Gori. Nalazi se na 1517 metara nadmorske visine. Jezero je najvjerojatnije ledenjačkog porijekla. Tokom zime jezero je često smrznuto, uz obilan snijeg koji se zna zadržati i do ljeta. Jezero je u potpunosti okruženo planinskim masivima, čiji vrhovi prelaze 2000 m. Planine koje okružuju Trnovačko jezero su: Maglić, Bioč, Volujak, Vlasulja, Trnovački Durmitor.
U neposrednoj blizini, podno Maglića se nalazi prašuma Perućica (BiH) s endemičnim vrstama biljnog i životinjskog svijeta. Također, u blizini je i Nacionalni park Sutjeska, u BiH.
Trnovačko jezero je često ishodna točka planinara za dalje ciljeve, između ostalog, na Maglić (2386m).